# 秋之回憶2
《秋之回憶2》是日本遊戲廠商KID公司於2001年9月27日發售，執行於PlayStation和Dreamcast上的戀愛冒險遊戲。PC繁體中文版則由光譜代理，於2003年7月推出。
本遊戲為該公司秋之回憶系列的第二代作品，KID因此作而成名。

## 劇情簡介
這故事發生在第一集前代「澄空町」鄰近的「櫻峰町」內，主角 伊波健 是一名平凡的高三學生，由於其父母親去年五月開始為了工作不得不搬到很遠的地方，所以主角一人選擇留下、並住在公寓「朝風莊」內。
他有一位可愛的女友叫「白河螢」，自頭一年的耶誕節前被告白，然後開始交往，兩人一直相處融洽。
之後，伊波健自其所屬球隊引退後（同時引退的還有中森翔太），失去了生活方向，精神狀態開始一天比一天渾渾噩噩…而白河螢的鋼琴學習生涯卻一帆風順…
其實白河螢和稻穗信（伊波健的室友）、翔太對伊波健的生活態度都很擔心，卻不知道該怎麼辦…
眼看著暑假快要結束了，白河螢和伊波健之間卻發生了一些小誤會，令他們二人的戀情起了變化 . . . . . .
而在這段時間內，前來浜咲學園擔任暑期代課的南燕、在打工餐廳的工友相摩希、打工時偶遇的鄰校同年女生飛世巴、同班的游泳健將壽壽奈鷹乃，都有在伊波健的日常當中偶然出現…
伊波健的生活態度會如何決定伊波健的生活呢？這就是遊戲要交給玩家控制的部分。

### 主要角色
伊波健（いなみ けん、Inami Ken）
浜咲學園3年級生。本遊戲的主角，最近剛從足球社引退，個性優柔寡斷。
白河螢（白河ほたる、しらかわ-、Shirakawa Hotaru）
健的同學兼女友，喜歡講「螢氏冷笑話」，和秋之回憶四（從今以後）的陵祈都是浜咲學園最近幾年罕見的鋼琴好手。
劇情開始期間正在為NPA鋼琴大賽而自我特訓。
9月25日出生。CV：水樹奈奈
南燕（Minami Tsubame）
住在健隔壁的神秘女性，剛剛從師範院校畢業，目前在浜咲學園擔任暑期講習的臨時講師。
喜歡男主角的好友，可惜無緣在一起。
5月30日出生。CV：池澤春菜
飛世巴（とびせ ともえ、Tobise Tomoe）
螢的摯友，目前就讀澄空學園3年級，同時也是劇團「籃子」成員。性格明朗爽快，很喜歡給別人取些奇怪的綽號。是白河螢的好友，搶走螢的男朋友。
8月17日出生。CV：仲西環
壽壽奈鷹乃（寿々奈鷹乃、すずな たかの、Suzuna Takano）
健的同班同學，游泳社的社長，擁有無人能敵的泳技，食量也十分驚人。
在女同學中很受歡迎，但對男生則相當冷漠。和一代的雙海詩音是好友。
9月3日出生。CV：千葉紗子
白河静流（しらかわ しずる、Shirakawa Shizuru）
螢的姐姐，目前於千羽谷大學就讀，很會做甜點。和一代的霧島小夜美是同學，也都是超級摔角迷。
6月30日出生。CV：菊池志穗
相摩希（そうま めぐみ、Soma Megumi）
與健、信一起在櫻峰酪薩克家庭餐館打工的同事。
目前就讀澄空學園2年級，所屬美術社，很喜歡畫畫。性格總體上比較開朗，但有時卻非常急躁......
平常做什麼事情都很認真，但經常因為一些小意外而導致失敗，不過總能打起精神再度挑戰，是個很有毅力的女孩。
4月13日出生。CV：南里侑香
相摩望（そうま のぞみ、Soma Nozomi）
希的雙胞胎妹妹。小時候為了救希，望就犧牲她自己，
以至自己身體虛弱而被父母禁止出外，必須和希交換身分來騙護士才能到外面的世界多體會一下。
4月13日出生。CV：南里侑香

### 附加劇情
本作品在「Append Story」中，收錄了由該公司以及一些同人作家所創作的小作品。PS版分別收錄在兩片遊戲片中，DC版部分劇情需以主機的網路功能至官方網站下載，PC版則直接收錄於程式中。

## OVA
整篇作品周旋在飛世巴，白河螢，白河静流三人因男主角的優柔寡斷而愛戀周旋。
以女主角白河螢在冬天的一個下雪日和男主角告白，但男主角沒有立刻回應為開頭。
以飛世巴排練的台詞「我知道他是我好朋友的男朋友，所以我說不出口，因為我不能背叛我的好朋友，可是我，還是喜歡...(小建你)。」貫串主線劇情。雖然OVA裡面與遊戲劇情有所出入，但表現出如同飛世巴所說：「什麼都不說，並不是體貼的表現。只會帶來更多傷害。」

### 章節
- 真夏中...
- 這樣那樣的想念。
- 太陽所照射到的場所。

### 主題曲
片頭曲
- 「Nocturne」

作詞．作曲：志倉千代丸
編曲：磯江俊道
歌：白河螢（水樹奈奈）
片尾曲
- 「Usual place」

作詞．作曲：志倉千代丸
編曲：磯江俊道
歌：壽壽奈鷹乃（千葉紗子）、相摩希（南里侑香）

## 相關連結
- （日語）秋之回憶2官方網站，存於網際網路檔案館